# Cantón de La Chaise-Dieu
El cantón de La Chaise-Dieu era una división administrativa francesa, que estaba situada en el departamento de Alto Loira y la región de Auvernia.

## Composición
El cantón estaba formado por once comunas:
- Berbezit
- Bonneval
- Cistrières
- Connangles
- Félines
- La Chaise-Dieu
- La Chapelle-Geneste
- Laval-sur-Doulon
- Malvières
- Saint-Pal-de-Senouire
- Sembadel

## Supresión del cantón de La Chaise-Dieu
En aplicación del Decreto nº 2014-162 de 17 de febrero de 2014, el cantón de La Chaise-Dieu fue suprimido el 22 de marzo de 2015 y sus 11 comunas pasaron a formar parte del nuevo cantón de la Meseta del Alto Velay Granítico.